# Тараклия де Салчие
Тараклия де Салчие (рум. Taraclia de Salcie) — село в Кагульском районе Молдавии. Относится к сёлам, не образующим коммуну.

## География
Село расположено на высоте 127 метров над уровнем моря. Рядом с селом, вдоль его западной окраины по направлению с севера на юг протекает река Малая Салчия, левый приток реки Большая Салчия (водосборный бассейн реки Ялпуг).

## Население
По данным переписи населения 2004 года, в селе Тараклия де Салчие проживает 1724 человека (872 мужчины, 852 женщины).
Этнический состав села:
| Национальность | Число жителей | Процентный состав |
| -------------- | ------------- | ----------------- |
| молдаване      | 1688          | 97.91             |
| гагаузы        | 10            | 0.58              |
| русские        | 8             | 0.46              |
| болгары        | 8             | 0.46              |
| румыны         | 6             | 0.35              |
| украинцы       | 4             | 0.23              |
| Всего          | 1724          | 100 %             |